# Phantom Brave
 (août 2010).
Si vous disposez d'ouvrages ou d'articles de référence ou si vous connaissez des sites web de qualité traitant du thème abordé ici, merci de compléter l'article en donnant les références utiles à sa vérifiabilité et en les liant à la section « Notes et références ».
Phantom Brave est un jeu vidéo de tactical RPG sorti en 2004 sur PlayStation 2 et en en 2011 sur PSP. Le jeu a été développé par Nippon Ichi Software puis édité par Koei.

## Scénario et personnages
Le scénario global est narré dans la cinématique d'introduction.
L'histoire commence en l'an 913 du calendrier d'Ivoire. Les parents de l'héroïne du jeu, Marona, ainsi que Ash, combattent des démons dans une plaine désolée. Ils sont épuisés et les combats s'enchaînent ; ils essaient de fuir mais ils rencontrent un démon d'une taille impressionnante. Celui-ci les tue. Mourant, le père de Marona refuse de laisser sa fille sans protection et ressuscite  Ash pour la lui confier. Malheureusement le père de Marona ne parvient pas à rendre entièrement la vie à Ash ; celui-ci devient alors un fantôme. Ash veillera donc sur Marona en tant que fantôme.
Phantom Brave débute 8 ans après cette scène. Marona a désormais 13 ans et vit sur une île isolée, Phantom Island. Elle est accompagnée de Ash, avec qui elle est la seule à pouvoir interagir, et a les mêmes capacités magiques que ses parents. Marona est devenue une Chroma, c'est-à-dire une chasseuse de démon. Sa réputation n'a fait qu'un tour dans le monde d'Ivoire : on l'appelle The possessed One ; on la craint ; on la croit folle, étant donné qu'elle parle à un fantôme.
Tout le monde connaît la réputation de Marona. Une personne ne l'ayant jamais vue auparavant se comporte d'abord normalement auprès d'elle, mais, en apprenant que cette petite fille mignonne est la possédée, les rapports se détériorent dramatiquement. Elle reçoit régulièrement des lettres d'insultes que Ash dissimule tant bien que mal, dont Marona souffre énormément, n'ayant jamais connu l'amitié sauf avec Ash. Ce dernier aussi souffre de cette situation : il se dit que Marona est malheureuse à cause de son état de fantôme.

## Île de Marona
Le jeu fonctionne à travers les fantômes. Ceux-ci peuvent être obtenus en échange d'une somme d'argent (gagné à la fin des combats). Le joueur gère leurs caractéristiques au début de leur "vie" (par exemple, en augmentant leur force). Bien sûr, plus le fantôme est fort, plus l'argent requis pour le créer est important.
Certains fantômes peuvent venir proposer leurs services d'eux-mêmes à la fin d'un combat après les avoir battus.
Les caractéristiques des fantômes peuvent aussi servir sur l'île de Marona (l'île est un peu un lieu de sauvegarde, où tous les fantômes sont réunis). Par exemple, le joueur ne peut pas se guérir avant d'avoir fait venir une guérisseuse, ou acheter des armes avant d'avoir fait venir un vendeur.
Le nombre de fantômes situés sur l'île est limité à 50. Quand ce seuil est dépassé, les fantômes en surplus sont envoyés dans le monde des fantômes ; ces fantômes ne sont pas perdus puisque le joueur peut les invoquer à tout moment grâce à la commande Summum de Marona.

## Système de combat
Un système de combat original appelé Confine a été mis en place. Dans un combat, le jeu se déroule au tour par tour sur un plateau, aire de jeu plus ou moins grande.
Quand un combat débute, seuls les ennemis et Marona sont présents sur l'aire de jeu.
À elle seule, il est presque impossible qu'elle puisse éliminer un seul ennemi vu sa grande faiblesse. C'est là qu'intervient l'ingéniosité du système de combat. Pour que les fantômes puissent combattre, Marona doit s'occuper de les synthétiser pour qu'ils puissent combattre à ses côtés.
L'aire de combat est composée d'herbes, pierres, arbres et autres accessoires. Utiliser la synthèse de Marona sur l'un de ces objets confère un petit bonus au fantôme, comme une augmentation des points de vie ou de l'intelligence, qui perdure tout le long du combat. C'est donc grâce à ces objets que le joueur doit invoquer les fantômes sur le terrain de jeu. La subtilité réside dans le fait que le bonus obtenu diffère en fonction de l'objet. Par exemple, il vaut mieux synthétiser un magicien sur une plante, qui augmente l'intelligence et la magie, plutôt que sur une pierre, qui réduit ces caractéristiques et augmente l'attaque et les points de vie (qui servent peu à un magicien).
Ces éléments sont bénéfiques pour le joueur, mais également pour l'ennemi, qui peut prendre possession des objets. Le joueur a la possibilité de détruire ces objets pour les rendre inutilisables tant à lui qu'à l'adversaire.
Un fantôme invoqué ne peut rester sur le terrain que cinq tours. Il faut donc bien réussir à les gérer pour ne pas mettre Marona seule face à un monstre gigantesque.
Lorsqu'un personnage sort de l'aire de jeu à la suite d'une attaque qui l'a poussé vers l'extérieur, il est automatiquement éjecté de la partie.
Lorsqu'un fantôme a été tué, son arme reste sur le champ de bataille et est récupérable. Ainsi, un personnage possédant une arme moins évoluée que celle du fantôme damné peut la remplacer par l'arme du fantôme.

## Hour Of Darkness
Avec le Hour Of Darkness il est possible de créer un donjon aléatoire, lequel contient un nombre d'étages déterminé aléatoirement, plus ou moins d'espace de jeu, beaucoup ou peu d'ennemis plus ou moins puissants.

## Version PSP
Une version PSP, aussi connu à l'origine sous le nom de Phantom Brave Portable, a été commercialisée le 9 mars 2011 en Europe. Cette version, sous-titrée The Hermuda Triangle, contient le jeu original et quelques ajouts (personnages inédits et une nouvelle campagne). La version européenne n'a pas été traduite en français et contient donc les textes en anglais et les voix anglaises et japonaises. Le jeu peut être acheté en Europe dans sa version dématerialisée sur le PlayStation Store. La version PSP est éditée par NIS America